# Cantone di Carbon-Blanc
Il Cantone di Carbon-Blanc era una divisione amministrativa dell'arrondissement di Bordeaux.
A seguito della riforma approvata con decreto del 20 febbraio 2014, che ha avuto attuazione dopo le elezioni dipartimentali del 2015, è stato soppresso.

## Composizione
Comprendeva i comuni di:
- Ambarès-et-Lagrave
- Carbon-Blanc
- Sainte-Eulalie
- Saint-Loubès
- Saint-Sulpice-et-Cameyrac
- Saint-Vincent-de-Paul